# Liste der Mitglieder des Provinziallandtags der Rheinprovinz (1903–1908)
Diese Liste nennt die Mitglieder des Provinziallandtages der Rheinprovinz von 1903 bis 1908.

## Hintergrund
1888 wurde auch in der Rheinprovinz die neue preußische Provinzialordnung eingeführt, die in den anderen Provinzen bereits ab 1875 galt. Damit bestand der Provinziallandtag der Rheinprovinz nun aus Mitgliedern, die von den Kreistagen gewählt wurde. Die Zahl der Abgeordneten je Kreis hing von der Einwohnerzahl ab. Die Wahl erfolgte auf sechs Jahre.
Der so gewählte Provinziallandtag trat vom 6. bis zum 12. März 1904 als 44. Provinziallandtag in Düsseldorf zusammen. Der 45. Provinziallandtag fand vom 12. bis zum 18. März 1905 statt, der 46. Provinziallandtag fand vom 11. bis zum 17. Februar 1906 statt und der 47. Provinziallandtag vom 10. bis zum 16. März 1907.

## Liste der Abgeordneten
| Regierungsbezirk | Wahlkreis (Landkreis)     | Abgeordneter                                    | Wohnort                        | Stand                                            | Anmerkung                                                                   |
| ---------------- | ------------------------- | ----------------------------------------------- | ------------------------------ | ------------------------------------------------ | --------------------------------------------------------------------------- |
| Aachen           | Aachen-Land               | Franz Coels von der Brügghen                    | Aachen                         | Landrat                                          | bis 1904                                                                    |
| Aachen           | Aachen-Land               | Ferdinand Fischer                               | Eschweiler                     | Bürgermeister a. D.                              | fehlte 1904 entschuldigt, danach ausgeschieden                              |
| Aachen           | Aachen-Land               | Adolf Kirdorf                                   | Aachen                         | Geheimer Kommerzienrat                           | ab 1905                                                                     |
| Aachen           | Aachen-Land               | Stanislaus Klemme                               | Kohlscheid bei Aachen          | Bergassessor a. D.                               | ab 1905                                                                     |
| Aachen           | Aachen-Land               | Karl von Pastor                                 | Malmedy                        | Landrat                                          | fehlte 1905 entschuldigt                                                    |
| Aachen           | Aachen-Stadt              | Heinrich Oster                                  | Aachen                         | Kaufmann                                         |                                                                             |
| Aachen           | Aachen-Stadt              | Ludwig Jörissen                                 | Aachen                         | Rechtsanwalt                                     |                                                                             |
| Aachen           | Aachen-Stadt              | Philipp Veltman                                 | Aachen                         | Oberbürgermeister                                |                                                                             |
| Aachen           | Kreis Düren               | Maximilian von Breuning                         | Düren                          | Landrat                                          | fehlte 1904 entschuldigt                                                    |
| Aachen           | Kreis Düren               | August Klotz                                    | Düren                          | Bürgermeister                                    |                                                                             |
| Aachen           | Kreis Düren               | Freiherr Friedrich Geyr von Schweppenburg       | Haus Müddersheim               | Kammerherr und Rittergutsbesitzer                | bis 1904                                                                    |
| Aachen           | Kreis Düren               | Emil Schwecht                                   | Sievernich                     | Rittergutsbesitzer                               | ab 1905, fehlte 1907 entschuldigt                                           |
| Aachen           | Kreis Erkelenz            | Dr. Franz Lucas                                 | Erkelenz                       | Arzt                                             |                                                                             |
| Aachen           | Kreis Eupen               | Theodor Mooren                                  | Eupen                          | Bürgermeister                                    | bis 1906                                                                    |
| Aachen           | Kreis Eupen               | Alfred Peters                                   | Eupen                          | Kommerzienrat                                    | ab 1907                                                                     |
| Aachen           | Kreis Geilenkirchen       | Heinrich Jorissen                               | Loverich                       | Gutsbesitzer                                     | bis 1906                                                                    |
| Aachen           | Kreis Geilenkirchen       | Freiherr Georg Schütz von Leerodt               | Schloss Leerodt                | Kammerherr, Major a. D., Rittergutsbesitzer      | ab 1907                                                                     |
| Aachen           | Kreis Heinsberg           | Rudolph von Scheibler                           | Heinsberg                      | Landrat                                          |                                                                             |
| Aachen           | Kreis Jülich              | Graf Clemens von und zu Hoensbroech             | Schloss Kellenberg             | Ehrenbürgermeister, Rittergutsbesitzer           |                                                                             |
| Aachen           | Kreis Jülich              | Gottfried Claesen                               | Isencroidt                     | Gutsbesitzer                                     | fehlte 1905 entschuldigt, dann ausgeschieden, 1906 war das Mandat unbesetzt |
| Aachen           | Kreis Jülich              | Fritz Vüllers                                   | Jülich                         | Landrat                                          | ab 1907                                                                     |
| Aachen           | Kreis Malmedy             | Karl Kaufmann                                   | Malmedy                        | Landrat                                          |                                                                             |
| Aachen           | Kreis Montjoie            | Theodor von Guérard                             | Montjoie                       | Landrat                                          | fehlte 1905 und 1906 entschuldigt, dann ausgeschieden                       |
| Aachen           | Kreis Montjoie            | Dr. Hermann Breuer                              | Montjoie                       | Arzt                                             | ab 1907                                                                     |
| Aachen           | Kreis Schleiden           | Otto Graf Beissel von Gymnich                   | Koblenz                        | Landrat                                          |                                                                             |
| Aachen           | Kreis Schleiden           | Emil Kreuser                                    | Mechernich                     | Generaldirektor, Bergrat                         | fehlte 1905 entschuldigt                                                    |
| Koblenz          | Kreis Adenau              | Aloys Fritzen                                   | Düsseldorf                     | Reichstagsabgeordneter                           | bis 1906                                                                    |
| Koblenz          | Kreis Adenau              | Wilhelm Scherer                                 | Adenau                         | Landrat                                          | ab 1907                                                                     |
| Koblenz          | Kreis Ahrweiler           | Albert Heising                                  | Ahrweiler                      | Landrat                                          |                                                                             |
| Koblenz          | Kreis Ahrweiler           | Albert Kreuzberg                                | Ahrweiler                      | Kaufmann                                         | ab 1907                                                                     |
| Koblenz          | Kreis Altenkirchen        | Freiherr Clemens von Hövel                      | Junkernthal                    | Kammerherr, Gutsbesitzer                         |                                                                             |
| Koblenz          | Kreis Altenkirchen        | Friedrich Eckhardt                              | Daaden                         | Gewerke                                          |                                                                             |
| Koblenz          | Koblenz-Land              | Franz von Barton gen. von Stedman               | Koblenz                        | Landrat                                          |                                                                             |
| Koblenz          | Koblenz-Land              | Jacob Caspers                                   | Bubenheim                      | Gutsbesitzer                                     |                                                                             |
| Koblenz          | Koblenz-Stadt             | Julius Wegeler                                  | Koblenz                        | Geheimer Kommerzienrat                           | fehlte 1905 und 1907 entschuldigt                                           |
| Koblenz          | Koblenz-Stadt             | Eduard Müller                                   | Koblenz                        | Rechtsanwalt, Justizrat, MdA                     | ab 1907                                                                     |
| Koblenz          | Kreis Cochem              | Franz Joseph Moritz                             | Cochem                         | Gutsbesitzer und Direktor der Cochemer Volksbank |                                                                             |
| Koblenz          | Kreis Kreuznach           | Johann Baptist Engelsmann                       | Kreuznach                      | Weingutsbesitzer                                 |                                                                             |
| Koblenz          | Kreis Kreuznach           | Anton Daub                                      | Bingerbrück                    | Bürgermeister                                    | ab 1903, bis 1906                                                           |
| Koblenz          | Kreis Kreuznach           | Erwin von Nasse                                 | Kreuznach                      | Landrat                                          | ab 1907                                                                     |
| Koblenz          | Kreis Mayen               | Wilhelm Linz                                    | Mayen                          | Landrat                                          | bis 1906                                                                    |
| Koblenz          | Kreis Mayen               | Otto Kesselkaul                                 | Mayen                          | Landrat                                          | ab 1907                                                                     |
| Koblenz          | Kreis Mayen               | Jacob Peters                                    | Fressenhof bei Ochtendung      | Gutsbesitzer                                     |                                                                             |
| Koblenz          | Kreis Meisenheim          | Friedrich Robinson                              | Meisenheim                     | Bierbrauereibesitzer                             |                                                                             |
| Koblenz          | Kreis Neuwied             | Mathias Kirchartz                               | Unkel                          | Arzt und Gutsbesitzer                            | bis 1906                                                                    |
| Koblenz          | Kreis Neuwied             | Fürst Wilhelm zu Wied                           | Neuwied                        |                                                  | fehlte 1904 bis 1907 entschuldigt                                           |
| Koblenz          | Kreis Neuwied             | Karl Neizert                                    | Neuwied                        | Kaufmann                                         | ab 1907                                                                     |
| Koblenz          | Kreis Neuwied             | Friedrich von Runkel                            | Neuwied                        | Landrat                                          | ab 1907                                                                     |
| Koblenz          | Kreis St. Goar            | Hermann von Kruse                               | St. Goar                       | Landrat                                          |                                                                             |
| Koblenz          | Kreis Simmern             | Gustav Adolf von Beckerath                      | Simmern                        | Landrat                                          | fehlte 1904 entschuldigt, bis 1906                                          |
| Koblenz          | Kreis Simmern             | Paul Brandt                                     | Simmern                        | Landrat                                          | ab 1907                                                                     |
| Koblenz          | Kreis Wetzlar             | Wilhelm Sartorius                               | Wetzlar                        | Landrat                                          |                                                                             |
| Koblenz          | Kreis Wetzlar             | Josef Raab                                      | Wetzlar                        | Gewerke und Stadtverordneter                     |                                                                             |
| Koblenz          | Kreis Zell                | Wilhelm Huesgen                                 | Traben                         | Weingroßhändler                                  | fehlte 1904 und 1906 entschuldigt, dann ausgeschieden                       |
| Koblenz          | Kreis Zell                | Max Melsheimer                                  | Traben-Trarbach                | Weingroßhändler                                  | ab 1907                                                                     |
| Köln             | Kreis Bergheim            | Graf Eugen von Hoensbroech                      | Schloss Türnich                | Rittergutsbesitzer                               |                                                                             |
| Köln             | Kreis Bergheim            | Johann Adolf Breuer                             | Groß-Mönchhof                  | Gutsbesitzer                                     | bis 1906                                                                    |
| Köln             | Kreis Bergheim            | Freiherr Clemens von Loë                        | Burg Bergerhausen              | Rittergutsbesitzer                               | bis 1906                                                                    |
| Köln             | Bonn-Land                 | Theodor Pingen                                  | Dickopshof                     | Reichstagsabgeordneter                           | bis 1906                                                                    |
| Köln             | Bonn-Land                 | Friedrich August Engels                         | Marienforst bei Godesberg      | Gutsbesitzer und Kreisdeputierter                |                                                                             |
| Köln             | Bonn-Land                 | Graf August von Galen                           | Bonn                           | Landrat                                          |                                                                             |
| Köln             | Bonn-Stadt                | Wilhelm Spiritus                                | Bonn                           | Oberbürgermeister                                |                                                                             |
| Köln             | Bonn-Stadt                | Karl Gessert                                    | Bonn                           | Rentner                                          | bis 1906                                                                    |
| Köln             | Bonn-Stadt                | Peter Schürmann                                 | Bonn                           | Rentner                                          | ab 1907                                                                     |
| Köln             | Kreis Euskirchen          | Friedrich von Solemacher-Antweiler              | Schloss Wachendorf             | Kammerherr, Schlosshauptmann, Rittergutsbesitzer | bis 1906                                                                    |
| Köln             | Kreis Euskirchen          | Freiherr Joseph von Ayx                         | Euskirchen                     | Landrat                                          | fehlte 1905 und 1906 entschuldigt                                           |
| Köln             | Kreis Euskirchen          | Albert Guinbert                                 | Zülpich                        | Bürgermeister                                    |                                                                             |
| Köln             | Kreis Gummersbach         | Johann Gottlieb Viehbahn                        | Bonn                           | Kunstwollspinnereibesitzer                       | bis 1904                                                                    |
| Köln             | Kreis Gummersbach         | Bernhard Krahwinkel                             | Vollmershausen                 | Fabrikant, MdA                                   | ab 1905                                                                     |
| Köln             | Kreis Gummersbach         | Paul Kirschstein                                | Gummersbach                    | Landrat                                          | ab 1907, fehlte 1907 entschuldigt                                           |
| Köln             | Köln-Land                 | Jacob Destrée                                   | Esseren                        | Gutsbesitzer                                     |                                                                             |
| Köln             | Köln-Land                 | Mathias Esser                                   | Rodderhof bei Brühl            | Gutsbesitzer                                     | fehlte 1904 entschuldigt, dann ausgeschieden                                |
| Köln             | Köln-Land                 | Joseph Minten                                   | Köln                           | Landrat                                          | ab 1905                                                                     |
| Köln             | Köln-Land                 | Everhard Porten                                 | Stöckheimerhof                 | Gutsbesitzer                                     | ab 1907                                                                     |
| Köln             | Köln-Stadt                | Hermann Kausen                                  | Köln                           | Justizrat, Rechtsanwalt                          |                                                                             |
| Köln             | Köln-Stadt                | Lukas Brems                                     | Köln                           | Hotelbesitzer                                    |                                                                             |
| Köln             | Köln-Stadt                | Gustav Michels                                  | Köln                           | Kommerzienrat                                    |                                                                             |
| Köln             | Köln-Stadt                | Josef Neven DuMont                              | Köln                           | Verleger                                         |                                                                             |
| Köln             | Köln-Stadt                | Emil von Rath                                   | Köln                           | Kommerzienrat, Stadtverordneter                  |                                                                             |
| Köln             | Köln-Stadt                | Gregor Joesten                                  | Köln                           | Arzt                                             |                                                                             |
| Köln             | Köln-Stadt                | Theodor Kyll                                    | Köln                           | Chemiker und Stadtverordneter                    | bis 1906                                                                    |
| Köln             | Köln-Stadt                | Hugo Mönnig                                     | Köln                           | Rechtsanwalt                                     | ab 1907                                                                     |
| Köln             | Kreis Mülheim am Rhein    | Graf Gisbert Egon von Fürstenberg-Stammheim     | Schloss Stammheim (Köln)       | Rittergutsbesitzer, Kammerherr, Schlosshauptmann | fehlte 1905 entschuldigt, dann ausgeschieden                                |
| Köln             | Kreis Mülheim am Rhein    | Eduard von Niesewand                            | Mülheim am Rhein               | Landrat                                          | bis 1906                                                                    |
| Köln             | Kreis Mülheim am Rhein    | Clemens von Eltz-Rübenach                       | Haus Wahn                      | Rittergutsbesitzer                               | ab 1907                                                                     |
| Köln             | Kreis Mülheim am Rhein    | Richard Zanders                                 | B-Gladbach                     | Fabrik und Gutsbesitzer                          | bis 1906                                                                    |
| Köln             | Mülheim am Rhein-Stadt    | Johann Peter Selbach                            | Mülheim am Rhein               | Rentner                                          | ab 1907                                                                     |
| Köln             | Mülheim am Rhein-Stadt    | Wilhelm Steinkopf                               | Mülheim am Rhein               | Oberbürgermeister                                | ab 1907                                                                     |
| Köln             | Kreis Rheinbach           | Rudolf von Groote                               | Rheinbach                      | Landrat                                          |                                                                             |
| Köln             | Kreis Sieg                | Eugen von Loë                                   | Siegburg                       | Landrat                                          | bis 1906                                                                    |
| Köln             | Kreis Sieg                | Adolf von Dalwigk zu Lichtenfels                | Siegburg                       | Landrat                                          | ab 1907                                                                     |
| Köln             | Kreis Sieg                | Albert Dick                                     | Quadenhof bei Hennef (Sieg)    | Bürgermeister und Gutsbesitzer                   |                                                                             |
| Köln             | Kreis Sieg                | Julius Gauhe                                    | Eitorf                         | Geheimer Kommerzienrat, Fabrikbesitzer           |                                                                             |
| Köln             | Kreis Waldbröl            | Dr. Carl Benn                                   | Waldbröl                       | Arzt                                             |                                                                             |
| Köln             | Kreis Wipperfürth         | Adolf von Dalwigk zu Lichtenfels                | Lindlar                        | Landrat                                          | bis 1906                                                                    |
| Köln             | Kreis Wipperfürth         | Fritz Knoll                                     | Wipperfürth                    | Landrat                                          | ab 1907                                                                     |
| Düsseldorf       | Barmen-Stadt              | Gustav Wilkes                                   | Barmen                         | Kaufmann und Stadtverordneter                    |                                                                             |
| Düsseldorf       | Barmen-Stadt              | Gustav Brodzina                                 | Barmen                         | Geh. Regierungsrat, Beigeordneter a. D.          | ab 1907                                                                     |
| Düsseldorf       | Barmen-Stadt              | Rudolf Dahl                                     | Barmen                         | Rentner                                          | ab 1907                                                                     |
| Düsseldorf       | Barmen-Stadt              | Julius Erbslöh                                  | Barmen                         | Kommerzienrat                                    | ab 1907                                                                     |
| Düsseldorf       | Barmen-Stadt              | Philipp Barthels                                | Barmen                         | Kommerzienrat                                    | bis 1906                                                                    |
| Düsseldorf       | Barmen-Stadt              | Louis Lekebusch                                 | Barmen                         | Fabrikant                                        | bis 1906                                                                    |
| Düsseldorf       | Kreis Cleve               | Peter Eich                                      | Kleve                          | Landrat                                          |                                                                             |
| Düsseldorf       | Kreis Cleve               | Wilhelm Brücker                                 | Hönnepel                       | Gutsbesitzer                                     |                                                                             |
| Düsseldorf       | Düsseldorf-Land           | Friedrich von Kühlwetter                        | Düsseldorf                     | Landrat                                          | fehlte 1904 entschuldigt, dann ausgeschieden                                |
| Düsseldorf       | Düsseldorf-Land           | Hermann Heye                                    | Haus Elbroch bei Holthausen    | Fabrikant                                        |                                                                             |
| Düsseldorf       | Düsseldorf-Land           | Heinrich Waldbroel                              | Wittlaer                       | Rentner                                          |                                                                             |
| Düsseldorf       | Düsseldorf-Land           | Gustav Klingelhöfer                             | Haus Horst bei Hilden          | Rittergutsbesitzer                               |                                                                             |
| Düsseldorf       | Düsseldorf-Stadt          | Ernst Schieß                                    | Düsseldorf                     | Geheimer Kommerzienrat                           |                                                                             |
| Düsseldorf       | Düsseldorf-Stadt          | Konrad Ludwig Fusbahn                           | Düsseldorf                     | Kaufmann, Stadtverordneter                       | ab 1907                                                                     |
| Düsseldorf       | Düsseldorf-Stadt          | Heinrich Lueg                                   | Düsseldorf                     | Kommerzienrat, Fabrikant, Stadtverordneter       |                                                                             |
| Düsseldorf       | Düsseldorf-Stadt          | Hermann von Wätjen                              | Düsseldorf                     | Regierungsrat a. D. und Stadtverordneter         |                                                                             |
| Düsseldorf       | Düsseldorf-Stadt          | Wilhelm Marx                                    | Düsseldorf                     | Oberbürgermeister                                |                                                                             |
| Düsseldorf       | Duisburg-Stadt            | Karl Lehr                                       | Duisburg                       | Oberbürgermeister                                | fehlte 1907 entschuldigt                                                    |
| Düsseldorf       | Duisburg-Stadt            | Otto Böninger                                   | Duisburg                       | Kommerzienrat                                    | fehlte 1905 entschuldigt                                                    |
| Düsseldorf       | Duisburg-Stadt            | Emil Goecke                                     | Meiderich                      | Kommerzienrat                                    |                                                                             |
| Düsseldorf       | Duisburg-Stadt            | Heinrich Kamp                                   | Duisburg-Ruhrort               | Kommerzienrat                                    |                                                                             |
| Düsseldorf       | Elberfeld-Stadt           | Willy Blank                                     | Elberfeld                      | Rentner und Stadtverordneter                     | fehlte 1907 entschuldigt                                                    |
| Düsseldorf       | Elberfeld-Stadt           | Theodor Dietze                                  | Elberfeld                      | Kaufmann und Beigeordnete                        |                                                                             |
| Düsseldorf       | Elberfeld-Stadt           | Adolf Friderichs                                | Elberfeld                      | Stadtverordneter                                 |                                                                             |
| Düsseldorf       | Elberfeld-Stadt           | Anton Schmitz                                   | Elberfeld                      | Rechtsanwalt                                     | fehlte 1904 entschuldigt, bis 1906                                          |
| Düsseldorf       | Elberfeld-Stadt           | Richard Himmelmann                              | Elberfeld                      |                                                  | ab 1907                                                                     |
| Düsseldorf       | Essen-Land                | Joseph Anton Friedrich August von Hövel         | Essen                          | Regierungspräsident                              |                                                                             |
| Düsseldorf       | Essen-Land                | Karl Snethlage                                  | Essen                          | Landrat                                          |                                                                             |
| Düsseldorf       | Essen-Land                | Bruno Schulz-Briesen                            | Rotthausen                     | Generaldirektor                                  | bis 1906                                                                    |
| Düsseldorf       | Essen-Land                | Heinrich Kirchmann                              | Vorbeck                        | Gutsbesitzer                                     |                                                                             |
| Düsseldorf       | Essen-Land                | Friedrich Lange                                 | Vorbeck                        | Hüttendirektor                                   |                                                                             |
| Düsseldorf       | Essen-Land                | Johann Terboven                                 | Frillendorf                    | Gutsbesitzer                                     | bis 1906 Essen 1907                                                         |
| Düsseldorf       | Essen-Stadt               | Erich Zweigert                                  | Essen                          | Oberbürgermeister                                | fehlte 1906 entschuldigt, dann ausgeschieden                                |
| Düsseldorf       | Essen-Stadt               | Richard Bömke                                   | Essen                          | Kommerzienrat                                    | ab 1907                                                                     |
| Düsseldorf       | Essen-Stadt               | Johannes Piekenbrock                            | Essen                          | Bauunternehmer                                   | ab 190                                                                      |
| Düsseldorf       | Essen-Stadt               | Heinrich Waldthausen                            | Essen                          | Kaufmann                                         | bis 1904                                                                    |
| Düsseldorf       | Essen-Stadt               | Carl Funke                                      | Essen                          | Fabrikant                                        | ab 1905                                                                     |
| Düsseldorf       | Essen-Stadt               | Ludwig Klüpfel                                  | Essen                          | Fabrikdirektor                                   | fehlte 1906 entschuldigt                                                    |
| Düsseldorf       | Kreis Geldern             | Graf und Marquis Wilhelm von und zu Hoensbroech | Schloss Haag                   | Rittergutsbesitzer                               |                                                                             |
| Düsseldorf       | Kreis Geldern             | Oskar von Nell                                  | Düsseldorf                     | Landrat                                          |                                                                             |
| Düsseldorf       | Gladbach-Land             | Rudolf von Bönninghausen                        | M-Gladbach                     | Landrat                                          | fehlte 1906 entschuldigt                                                    |
| Düsseldorf       | Gladbach-Land             | Ewald Corty                                     | Viersen                        | Fabrikbesitzer                                   |                                                                             |
| Düsseldorf       | Gladbach-Land             | Karl Schmölder                                  | Rheydt                         | Kommerzienrat und Fabrikbesitzer                 | bis 1906                                                                    |
| Düsseldorf       | Gladbach-Land             | Paul Lehwald                                    | Rheydt                         | Bürgermeister                                    | ab 1907                                                                     |
| Düsseldorf       | Gladbach-Stadt            | Theodor Croon                                   | Mönchengladbach                | Fabrikbesitzer und Beigeordneter                 |                                                                             |
| Düsseldorf       | Gladbach-Stadt            | Wilhelm Quack                                   | Mönchengladbach                | Kommerzienrat                                    | fehlte 1906 entschuldigt, dann ausgeschieden                                |
| Düsseldorf       | Gladbach-Stadt            | Hermann Piecq                                   | Mönchengladbach                | Oberbürgermeister                                | ab 1907                                                                     |
| Düsseldorf       | Kreis Grevenbroich        | Robert Brüning                                  | Grevenbroich                   | Landrat                                          |                                                                             |
| Düsseldorf       | Kreis Grevenbroich        | Karl Herriger                                   | Barrenstein                    | Rittergutsbesitzer                               | fehlte 1906 und 1907 entschuldigt                                           |
| Düsseldorf       | Kreis Kempen              | Franz von Beers                                 | Süchteln                       | Kaufmann                                         | bis 1906                                                                    |
| Düsseldorf       | Kreis Kempen              | Tillmann Bönninger                              | Hüls                           | Gutsbesitzer                                     | bis 1906                                                                    |
| Düsseldorf       | Kreis Kempen              | Johann Dingelstad                               | Alst                           | Gutsbesitzer                                     |                                                                             |
| Düsseldorf       | Kreis Kempen              | Franz Holtz                                     | Süchteln                       | Kommerzienrat                                    | ab 1907                                                                     |
| Düsseldorf       | Kreis Kempen              | Hermann Strahl                                  | Kempen                         | Landrat                                          | ab 1907                                                                     |
| Düsseldorf       | Krefeld-Land              | Johann von Arenberg                             | Schloss Pesch                  | Major a. D., Rittergutsbesitzer                  | fehlte 1905 entschuldigt                                                    |
| Düsseldorf       | Krefeld-Land              | Karl Limbourg                                   | Krefeld                        | Landrat                                          | ab 1907                                                                     |
| Düsseldorf       | Krefeld-Stadt             | Emil de Greiff                                  | Krefeld                        | Fabrikant und Beigeordneter                      |                                                                             |
| Düsseldorf       | Krefeld-Stadt             | Alfred Molenaar                                 | Krefeld                        | Bankier                                          |                                                                             |
| Düsseldorf       | Krefeld-Stadt             | Wilhelm Hammerschmidt                           | Krefeld                        | Oberbürgermeister                                | fehlte 1906 entschuldigt, dann ausgeschieden                                |
| Düsseldorf       | Krefeld-Stadt             | Adalbert Oehler                                 | Krefeld                        | Oberbürgermeister, MdH                           |                                                                             |
| Düsseldorf       | Kreis Lennep              | Fritz Hardt                                     | Lennep                         | Geheimer Kommerzienrat                           | fehlte 1906 entschuldigt, dann ausgeschieden                                |
| Düsseldorf       | Kreis Lennep              | Fritz Hentzen                                   | Lennep                         | Landrat                                          | ab 1907                                                                     |
| Düsseldorf       | Kreis Lennep              | Arnold Hueck                                    | Neuhückeswagen                 | Tuchfabrikant                                    |                                                                             |
| Düsseldorf       | Kreis Mettmann            | Gottfried Friedrich Conze                       | Langenberg                     | Kommerzienrat                                    | fehlte 1904 und 1905 entschuldigt                                           |
| Düsseldorf       | Kreis Mettmann            | Carl Kratz                                      | Hermgesberg                    | Gutsbesitzer                                     | fehlte 1906 entschuldigt, dann ausgeschieden                                |
| Düsseldorf       | Kreis Mettmann            | Ernst Bleckmann                                 | Velbert                        | Gutsbesitzer                                     | ab 1907                                                                     |
| Düsseldorf       | Kreis Mettmann            | Walter zur Nieden                               | Vohwinkel                      | Landrat                                          | ab 1905                                                                     |
| Düsseldorf       | Kreis Moers               | Paul von Laer                                   | Moers                          | Landrat                                          |                                                                             |
| Düsseldorf       | Kreis Moers               | Friedrich Schmitz                               | Winnenthal                     | Rittergutsbesitzer                               | bis 1906                                                                    |
| Düsseldorf       | Kreis Moers               | Heinrich Frangen                                | Haus Dreven bei Uerdingen      | Gutsbesitzer                                     | ab 1907                                                                     |
| Düsseldorf       | Kreis Moers               | August Otten                                    | Gest bei Büderich              | Gutsbesitzer                                     | ab 1907                                                                     |
| Düsseldorf       | Kreis Mülheim an der Ruhr | Carl Lueg                                       | Oberhausen                     | Hüttendirektor                                   | bis 1905                                                                    |
| Düsseldorf       | Kreis Mülheim an der Ruhr | Johann Schönnenbeck                             | Styrum                         | Gutsbesitzer                                     | bis 1905                                                                    |
| Düsseldorf       | Kreis Mülheim an der Ruhr | Louis Kannengießer                              | Mülheim                        | Kommerzienrat                                    | ab 1906                                                                     |
| Düsseldorf       | Kreis Mülheim an der Ruhr | Robert von Bemberg-Flamersheimk                 | Mülheim                        | Landrat                                          | ab 1906                                                                     |
| Düsseldorf       | Kreis Mülheim an der Ruhr | Paul Lembke                                     | Mülheim an der Ruhr            | Landrat/Oberbürgermeister                        |                                                                             |
| Düsseldorf       | Kreis Neuss               | Theodor Melchers                                | Gnadenthal bei Neuss           | Gutsbesitzer                                     |                                                                             |
| Düsseldorf       | Kreis Neuss               | Hermann Huthmacher                              | Niederloerigk                  | Gutsbesitzer                                     |                                                                             |
| Düsseldorf       | Kreis Oberhausen          | Bernhard Johann Schaefer                        | Oberhausen                     | Dampfmühlenbesitzer                              | ab 1907                                                                     |
| Düsseldorf       | Kreis Oberhausen          | Gottfried Ziegler                               | Oberhausen                     | Direktor der Gutehoffnungshütte                  | ab 1907                                                                     |
| Düsseldorf       | Kreis Rees                | August Baumann                                  | Bislich                        | Gutsbesitzer                                     | bis 1906                                                                    |
| Düsseldorf       | Kreis Rees                | Alex Kersten                                    | Rees                           | Kaufmann                                         | ab 1907                                                                     |
| Düsseldorf       | Kreis Rees                | Moritz Schneemann                               | Wesel                          | Gutsbesitzer                                     |                                                                             |
| Düsseldorf       | Remscheid-Stadt           | Carl Friederichs                                | Remscheid                      | Kommerzienrat                                    | fehlte 1906 entschuldigt, dann ausgeschieden                                |
| Düsseldorf       | Remscheid-Stadt           | Hermann Böker                                   | Remscheid                      | Kaufmann und Fabrikant                           |                                                                             |
| Düsseldorf       | Remscheid-Stadt           | Hermann Hasenclevcer                            | Remscheid-Ehringshausen        | Kaufmann                                         | ab 1907                                                                     |
| Düsseldorf       | Kreis Ruhrort             | Emil Goecke                                     | Meiderich                      | Kommerzienrat, Kreisdeputierter                  |                                                                             |
| Düsseldorf       | Kreis Ruhrort             | August Servaes                                  | Ruhrort                        | Generaldirektor                                  | bis 1905, 1906 war das Mandat vakant                                        |
| Düsseldorf       | Kreis Ruhrort             | Eduard Kötter                                   | Ruhrort                        | Landrat                                          | bis 1905, 1906 war das Mandat vakant                                        |
| Düsseldorf       | Kreis Ruhrort             | Fritz Thyssen                                   | Mülheim                        | Fabrikbesitzer                                   | ab 1906, fehlte 1906 entschuldigt                                           |
| Düsseldorf       | Kreis Ruhrort             | Emil von Wülfing                                | Duisburg-Ruhrort               | Landrat                                          | ab 1906                                                                     |
| Düsseldorf       | Solingen-Stadt            | August Dicke                                    | Solingen                       | Oberbürgermeister                                |                                                                             |
| Düsseldorf       | Solingen-Stadt            | Franz Stratmann                                 | Solingen                       | Geheimer Sanitätsrat                             | fehlte 1906 entschuldigt, dann ausgeschieden                                |
| Düsseldorf       | Solingen-Stadt            | Fritz Beckmann                                  | Solingen                       | Geheimer Kommerzienrat                           | ab 1907                                                                     |
| Düsseldorf       | Kreis Solingen            | Freiherr Friedrich Daniel von Diergardt         | Morsbroich                     | Rittergutsbesitzer                               | fehlte 1905 und 1906 entschuldigt, dann ausgeschrieben                      |
| Düsseldorf       | Kreis Solingen            | Karl Leverkus                                   | Leverkusen bei Wiesdorf        | Fabrikbesitzer                                   |                                                                             |
| Düsseldorf       | Kreis Solingen            | Adolf Lucas                                     | Solingen                       | Landrat                                          |                                                                             |
| Düsseldorf       | Kreis Solingen            | Otto Nippes                                     | Ohligs                         | Rentner und Beigeordneter                        | ab 1907                                                                     |
| Trier            | Kreis Bernkastel          | Adolf Freiherr von Hammerstein-Loxten           | Bernkastel                     | Landrat                                          | ab 1905                                                                     |
| Trier            | Kreis Bernkastel          | Anton Liell                                     | Cues-Bernkastel                | Kaufmann                                         | ab 1906                                                                     |
| Trier            | Kreis Bitburg             | Johann Peter Limbourg                           | Bitburg                        | Gutsbesitzer                                     | fehlte 1904 entschuldigt, dann ausgeschieden                                |
| Trier            | Kreis Bitburg             | Rudolf Schrakamp                                | Bitburg                        | Landrat                                          | bis 1906                                                                    |
| Trier            | Kreis Bitburg             | Peter Wallenborn                                | Bitburg                        | MdA, MdR                                         | bis 1906                                                                    |
| Trier            | Kreis Bitburg             | Matthias Billen                                 | Dockendorf                     | Mühlenbesitzer                                   | ab 1907                                                                     |
| Trier            | Kreis Bitburg             | Max von Kesseler                                | Geldern                        | Landrat                                          | ab 1907                                                                     |
| Trier            | Kreis Daun                | Maximilian Gfrörer von Ehrenberg                | Daun                           | Landrat                                          |                                                                             |
| Trier            | Kreis Merzig              | Eugen Boch                                      | Mettlach                       | Geheimer Kommerzienrat                           | fehlte 1907 entschuldigt                                                    |
| Trier            | Kreis Merzig              | Wilhelm Klein                                   | Düsseldorf                     | Geheimer Regierungsrat und Landesdirektor        |                                                                             |
| Trier            | Kreis Ottweiler           | Maximilian Laur von Münchhofen                  | Ottweiler                      | Landrat                                          |                                                                             |
| Trier            | Kreis Ottweiler           | Paul Diedrich                                   | Neunkirchen                    | Bergrat                                          |                                                                             |
| Trier            | Kreis Ottweiler           | Theodor Zilliken                                | Neunkirchen                    | Generaldirektor der von Stummschen Hüttenwerke   | fehlte 1904 und 1907 entschuldigt                                           |
| Trier            | Kreis Prüm                | Eduard Nels                                     | Prüm                           | Lederfabrikant und Beigeordneter                 | fehlte 1905 entschuldigt, bis 1906                                          |
| Trier            | Kreis Prüm                | Quirin Lancelle                                 | Prüm                           | Landrat                                          | ab 1907                                                                     |
| Trier            | Kreis Saarbrücken         | Rudolf Böcking                                  | Brebach                        | Kommerzienrat, Fabrikbesitzer                    | fehlte 1904 und 1907 entschuldigt                                           |
| Trier            | Kreis Saarbrücken         | Richard Bötticher                               | Saarbrücken                    | Landrat                                          | ab 1907                                                                     |
| Trier            | Kreis Saarbrücken         | Ewald Hilger                                    | St. Johann                     | Geheimer Bergrat                                 | fehlte 1905 und 1906 entschuldigt, dann ausgeschieden                       |
| Trier            | Kreis Saarbrücken         | Carl Röchling                                   | Saarbrücken                    | Kommerzienrat und Fabrikbesitzer                 |                                                                             |
| Trier            | Kreis Saarbrücken         | Louis Vopelius                                  | Sulzbach                       | Glashüttenbesitzer                               |                                                                             |
| Trier            | Kreis Saarbrücken         | Krümmer                                         | St. Johann                     | Geheimer Bergrat                                 | fehlte 1907 entschuldigt                                                    |
| Trier            | Kreis Saarburg            | Maximilian Keller                               | Staad bei Saarburg             | Ökonomierat, Lederfabrikant                      |                                                                             |
| Trier            | Kreis Saarlouis           | André Helfferich                                | St. Johann                     | Rechtsanwalt                                     | bis 1905                                                                    |
| Trier            | Kreis Saarlouis           | Alfred von Boch                                 | Fremmersdorf                   | Rittergutsbesitzer                               | ab 1906                                                                     |
| Trier            | Kreis Saarlouis           | Alexander Schmidt von Schwind                   | Eschberg                       | Major a. D. und Gutsbesitzer                     | fehlte 1905 entschuldigt                                                    |
| Trier            | Kreis Saarlouis           | Johannes Schütz von Leerodt                     | Saarlouis                      | Landrat                                          | ab 1907                                                                     |
| Trier            | Kreis St. Wendel          | Alwin von Hagen                                 | St. Wendel                     | Oberregierungsrat                                |                                                                             |
| Trier            | Kreis St. Wendel          | Wilhelm Momm                                    | St. Wendel                     | Landrat                                          |                                                                             |
| Trier            | Trier-Land                | Karl von Beulwitz                               | Trier                          | Hüttenbesitzer                                   |                                                                             |
| Trier            | Trier-Land                | Arthur von Nell                                 | Trier                          | Rittergutsbesitzer                               |                                                                             |
| Trier            | Trier-Land                | Maximilian von Troschke                         | Trier                          | Rittergutsbesitzer                               | ab 1907                                                                     |
| Trier            | Trier-Stadt               | Eduard Laeis                                    | Trier                          | Fabrikbesitzer                                   |                                                                             |
| Trier            | Kreis Wittlich            | Jacob Merrem                                    | Auf Kirchhof, Gemeinde Altrich | Gutsbesitzer                                     |                                                                             |